# Nieuwe Uilenburgerstraat 57-59
Nieuwe Uilenburgerstraat 57-59 te Amsterdam is een gebouw aan de Nieuwe Uilenburgerstraat op Uilenburg, Amsterdam-Centrum.

## Geschiedenis
Uilenburg was al eeuwenoud. Ze is te zien op de plattegronden van Cornelis Anthonisz. (1544) en Balthasar Florisz. van Berckenrode (1625). De Uilenburgerstraat is was jonger, getuige nog de in 1766 geopende Uilenburger Synagoge, maar die werd al gebouwd achter woningen aan de straat. In de loop der eeuwen verdwenen een groot deel van de oorspronkelijke bebouwing om plaats te maken voor nieuwbouw en soms nieuwbouw voor nieuwbouw. Een grootscheepse sanering binnen het woningbestand vond plaats in de eerste veertig jaar van de 20e eeuw. Alle verkrotte woningen werden in perioden gesloopt om plaats te maken voor nieuwe portiekwoningen.
Ondertussen had de gemeente Amsterdam een plek nodig voor een nieuw kantoor- en opslaggebouw voor hun dienst Riolering. In 1920 reserveerden ze een terrein daarvoor aan de kant van de synagoge tegenover de (ingang van de) Nieuwe Batavierstraat; die straat was juist ontstaan in de periode van sanering. De afdeling riolering zou dan verhuizen van een gebouwtje aan het 's-Gravenhekje dat te klein was. Echter de woningnood was zo hoog in de stad dat het zich niet kon permitteren de woningen op dat terrein te slopen ten faveure van een kantoor. Die verhuizing kwam stil te liggen. 

## Gebouw
Verderop kwam een groter terrein vrij, dat de gemeente wel kon gebruiken voor een groter pand dan voorgenomen, want de gemeente plande ook de Dienst der Publieke Werken afdeling Bruggen in het nieuwe gebouw. Hun oude plek aan de Voormalige Stadstimmertuin was te klein geworden. Op de plek aan de Nieuwe Uilenburgerstraat was eerst een centrale lompen- en sorteerplaats gepland, maar er was in 1925 sinds 1917 nog niet begonnen met de bouw. Voordeel bij het bebouwen van het terrein kon worden verkregen omdat het terrein ook aan het water lag (Uilenburgergracht). Nadat de gemeenteraad akkoord ging volgde op 12 oktober 1925 de aanbesteding. In september 1926 kon melding worden gemaakt dat de diensten in oktober 1926 konden verhuizen.  In de huisnummering van de Nieuwe Uilenburgerstraat ontbreken ter plaatse de oneven huisnummers 31 tot 91 op dit gebouw na. Het gebouw is “buurman” van de Uilenburger Synagoge op nr. 91. Het gebouw werd conform de adresbeschikking neergezet op de percelen 49 tot en met 81 en kreeg huisnummers 57 (bovenwoning) en 59 (bedrijfsgebouw, die in 2008 samengevoegd werden tot 59.  
Het gebouw, bekend als Werf Uilenburg, werd ontworpen door de dienst Publieke Werken zelf onder leiding van stadsarchitect Allard Remco Hulshoff in de stijl van de Amsterdamse School die toen gangbaar was. Het gebouw heeft een L-vormig uiterlijk met de korte poot aan de straat. Het pand heeft twee bouwlagen met een opvallende toren. Het gebouw heeft anderszins ook historische architectonische waarde; Piet Kramer ontwierp hier zijn Amsterdamse bruggen.
Op het achterterrein staat dan nog de dienstwoning van de "Sophie Rosenthal Bewaarschool", dat uit 1887 stamt, terug te vinden in een “eerste steen” gedateerd 15 juni 1887. Beide gebouwen zijn gemeentelijke monumenten. 

## Wapen van Portugal
In de gevel werd een oude gevelsteen (Het wape va Portugal) uit het pakhuis (Nieuwe) Uilenburgerstraat 35, dat ongeveer hier stond, herplaatst: Wapen van Portugal, vermoedelijk uit de 17e eeuw. Jan ter Gouw omschreef het in zijn werk De uithangteekens uit 1867/1869 als een nalatenschap van een koopman die of van Portugese komaf was of handel dreef met Portugal of beide. De (Nieuwe) Uilenburgerstraat ligt in de Amsterdamse Jodenbuurt. Architect Gerrit van Arkel was het voor wat betreft de ouderdom met hem eens in zijn Noord-Hollandsche oudheden uit 1900. Tot zover het 19e eeuws onderzoek.
Nieuw onderzoek in de 20e eeuw door Onno Boers van de "Gevelstenen van Amsterdam" leverde een heel ander verhaal op. Koopman en cargadoor Hendrick Jansz. Dommer liet aan de Uilenburgerstraat zes panden bouwen met aan de gracht nog een scheepswerf. Hij had echter ook aan de Geldersekade een gebouw, dat de naam Het Wapen van Portugal droeg. Dat voerde terug op zijn kennelijk lucratieve zouthandel met Portugal. Dommer was een vermogend man en lid van de plaatselijke schutterscompagnie in 1639 vastgelegd door Bartholomeus van der Helst. De plaatsing van de steen werd niet meteen bij de bouw meegenomen; op een foto uit het blad Wendingen uit 1927 ontbreekt de steen nog. Dat strookt met de gegevens van de "Vereniging van Amsterdamse Gevelstenen" (VVAG), die meldt dat het rijtje woningen pas tegen de vlakte ging toen dit gebouw er al stond. Voorts is de gevelsteen niet te zien op de bestektekening. Op verzoek van de VVAG is deze steen van 57 bij 57 centimeter in 2013 gerestaureerd.

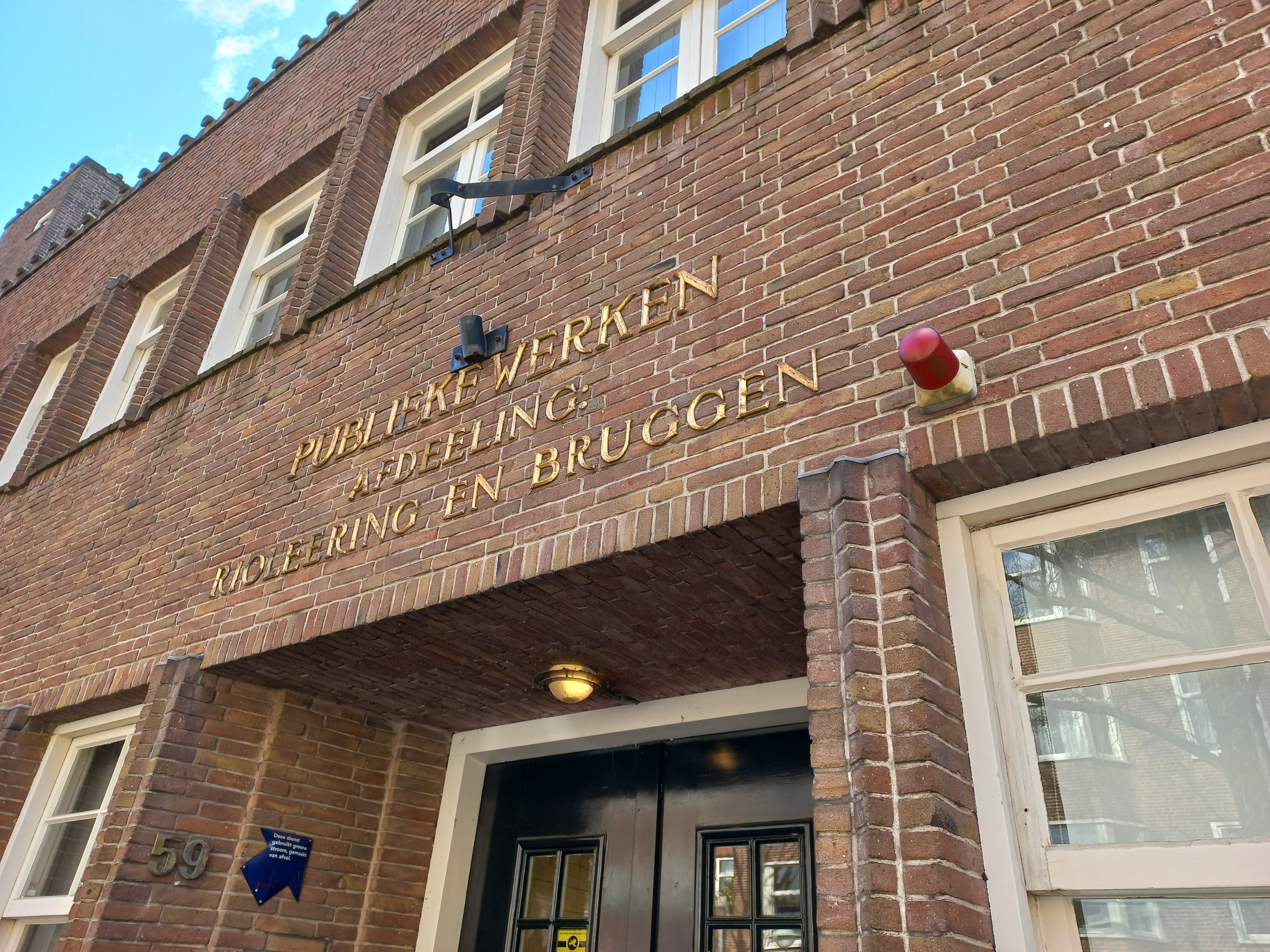
Belettering (april 2023)

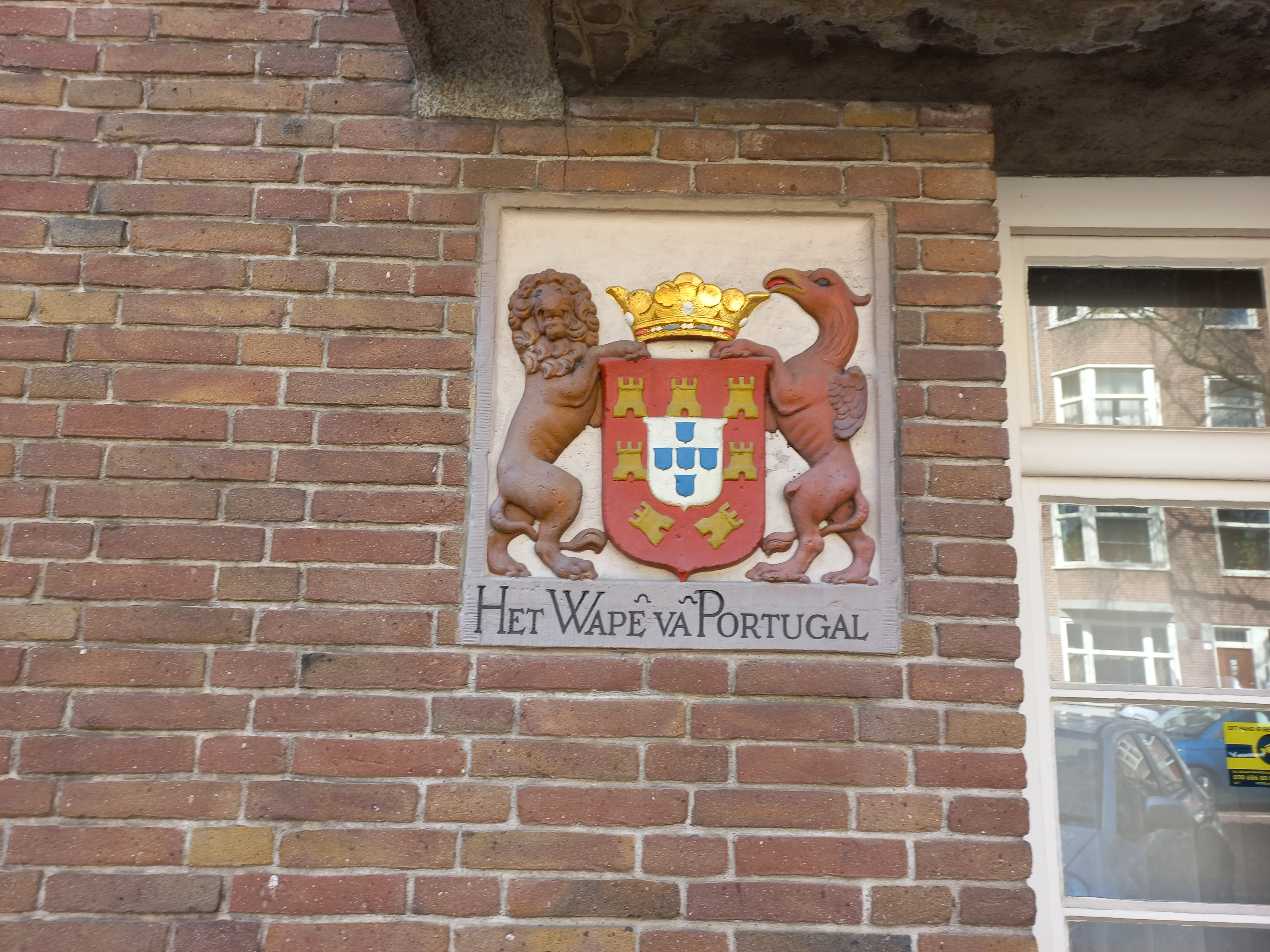
Gevelsteen (april 2023)